# Carel Fabritius
Carel Fabritius fue un pintor neerlandés nacido en Middenbeemster, el 27 de febrero de 1622, y murió muy joven de manera trágica el 12 de octubre de 1654 en Delft en la explosión de un almacén de pólvora que, en 1654, destruyó todo un distrito de la ciudad de Delft, donde se encontraba el estudio del pintor.

## Biografía
Fabritius, el hijo de un maestro, Pieter Carelsz Fabritius, nacido en el recién fundado pólder Beemster, pintor, y carpintero en su juventud de ahí el apodo "Fabritius" (artesano), entre sus hermanos estaban Barent Fabritius y Johannes Fabritius también pintores. Bautizado el 27 de febrero de 1622, probablemente sus primeros pasos en el arte los dio como alumno de su padre. Luego fue discípulo de Rembrandt en Ámsterdam junto con su hermano Barent. Se ha evocado la posibilidad de que haya sido maestro de Vermeer, de quien era diez años mayor. También influyó fuertemente a Pieter de Hooch. 
Trabajó en Delft y Ámsterdam, desarrollando una pintura luminosa de contrastados efectos cromáticos. Tras la muerte de su primera esposa en su tercer parto y la muerte de todos los infantes muy niños, Fabritius se casó en 1650 con Agatha van Pruyssen, de Delft y se instaló allí.
De todos los discípulos de Rembrandt, Fabritius fue el único en desarrollar un estilo artístico original. Mientras un retrato típico de Rembrandt muestra al sujeto bien definido sobre un fondo oscuro, Fabritius mostraba sujetos suavemente iluminados sobre fondos claros. Estaba interesado en los efectos espaciales complejos y la armonía de colores fríos para generar luminosidad. También demostró un excelente control de un pincel muy cargado. Sobresalen entre sus obras cuadros de género (El centinela) y retratos (Retrato de Abraham de Potter, Retrato de una joven). Especialmente famoso es su jilguero atado (Mauritshuis de La Haya). 
Fabritius murió joven, en la cumbre de su estilo, alcanzado por la explosión del polvorín de Delft del 12 de octubre de 1654 que destruyó una cuarta parte de la ciudad, incluyendo su casa y estudio, por lo que muchas de sus pinturas se perdieron. Con él perecieron su alumno Mattias Spoors y el diácono de la iglesia Simon Decker, que se encontraba posando para su retrato.

## Galería

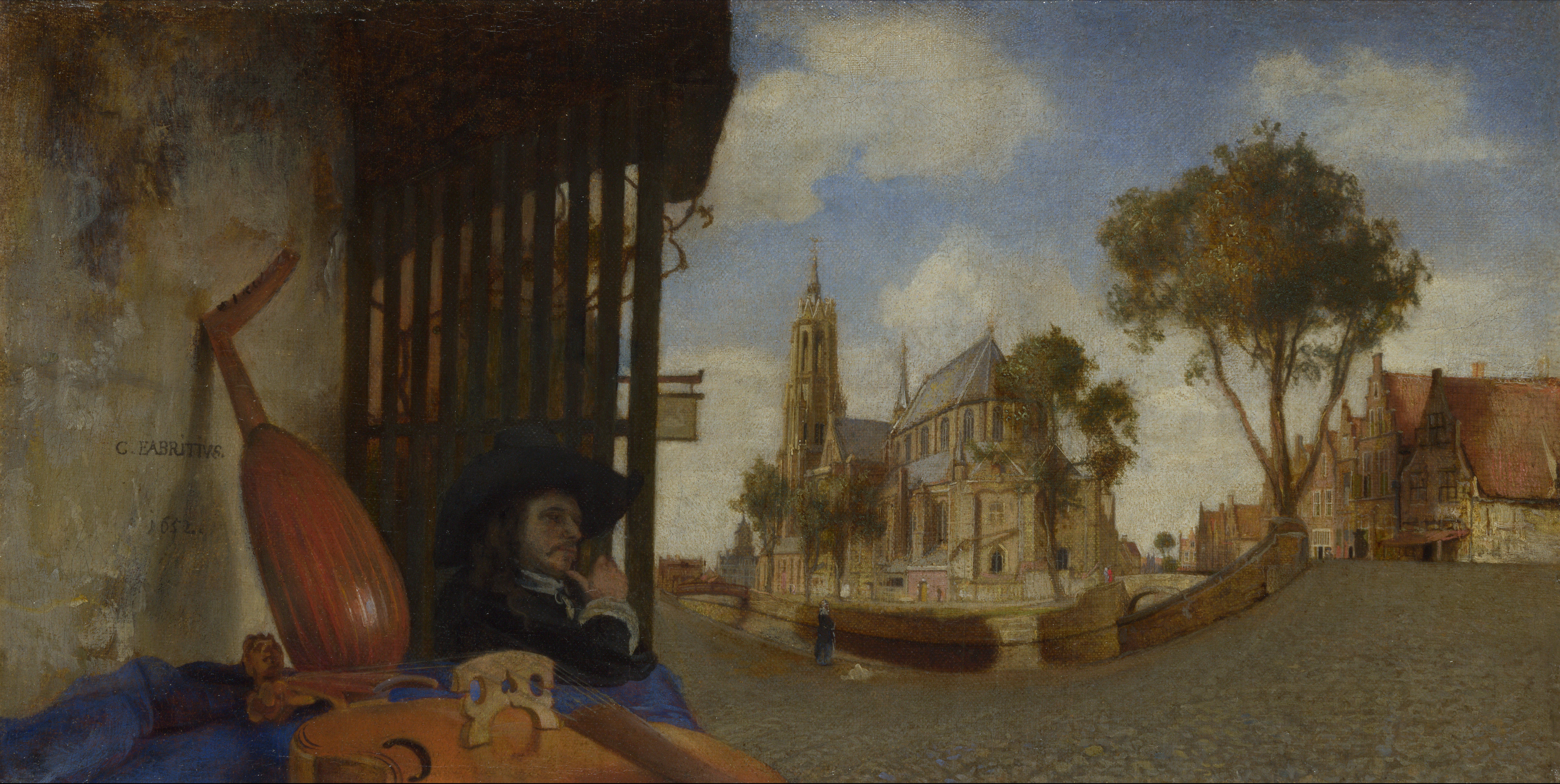
Vista de Delft (1652).
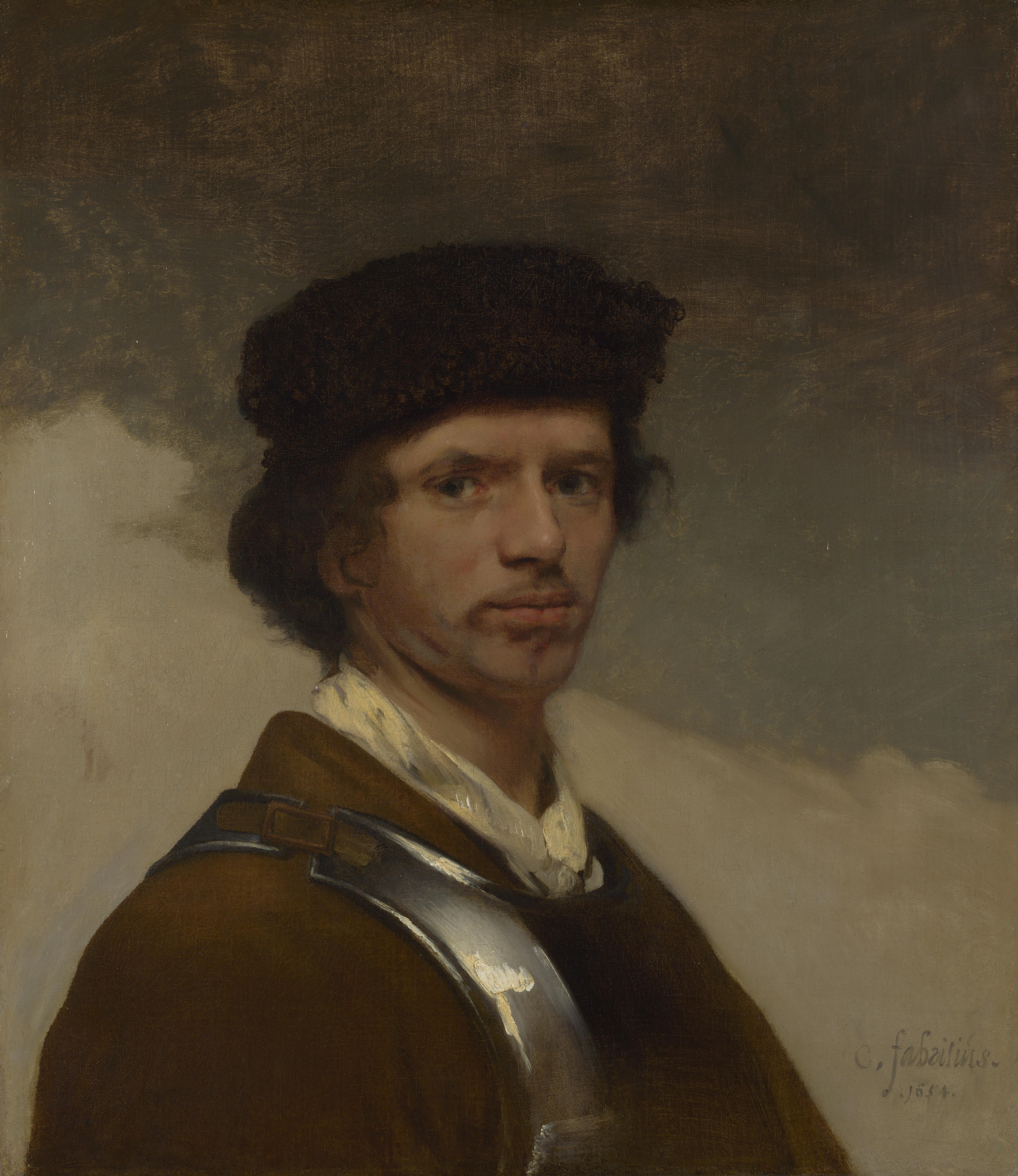
Hombre joven con sombrero de piel autorretrato de 1654.
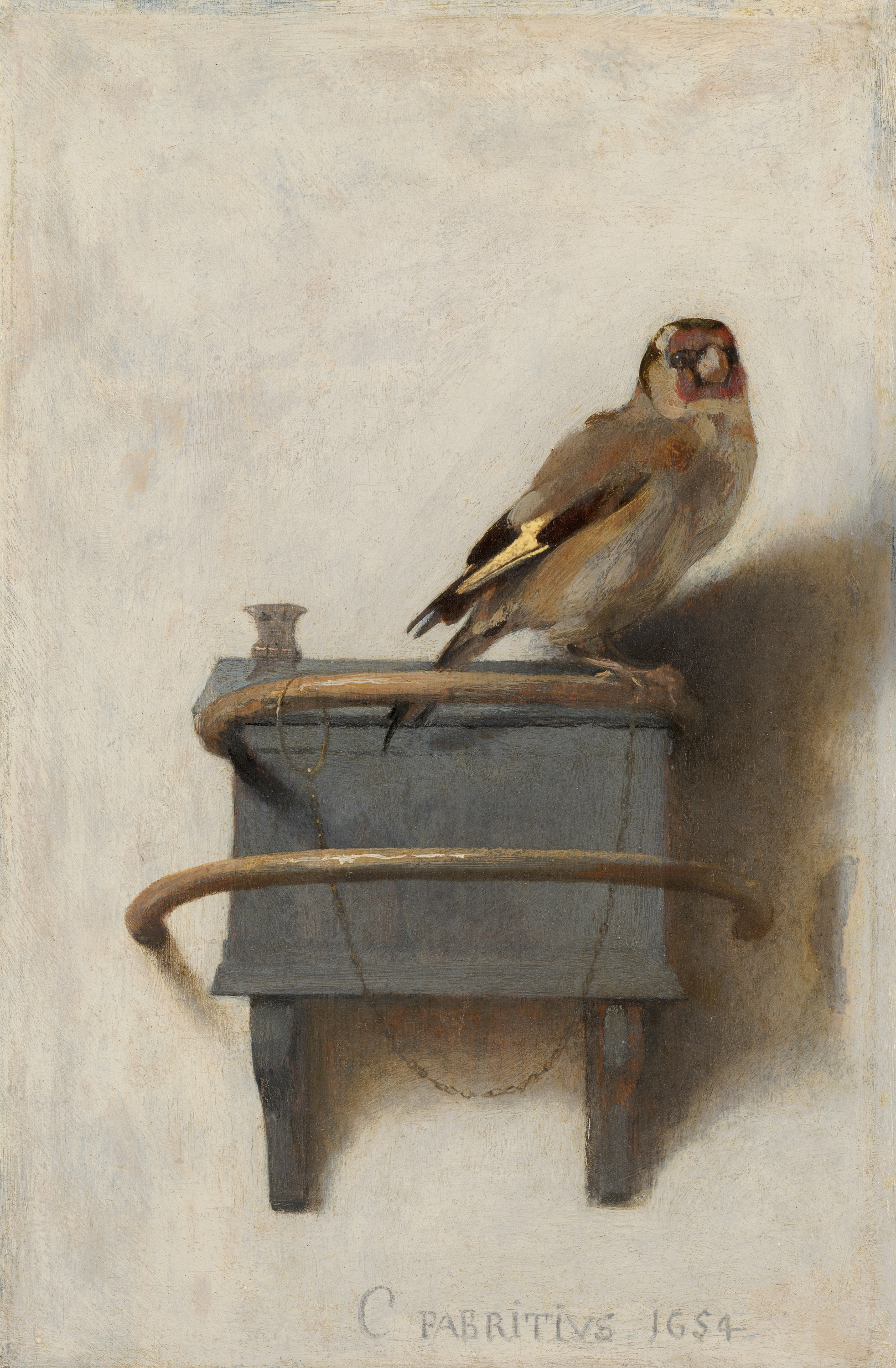
El jilguero (1654).
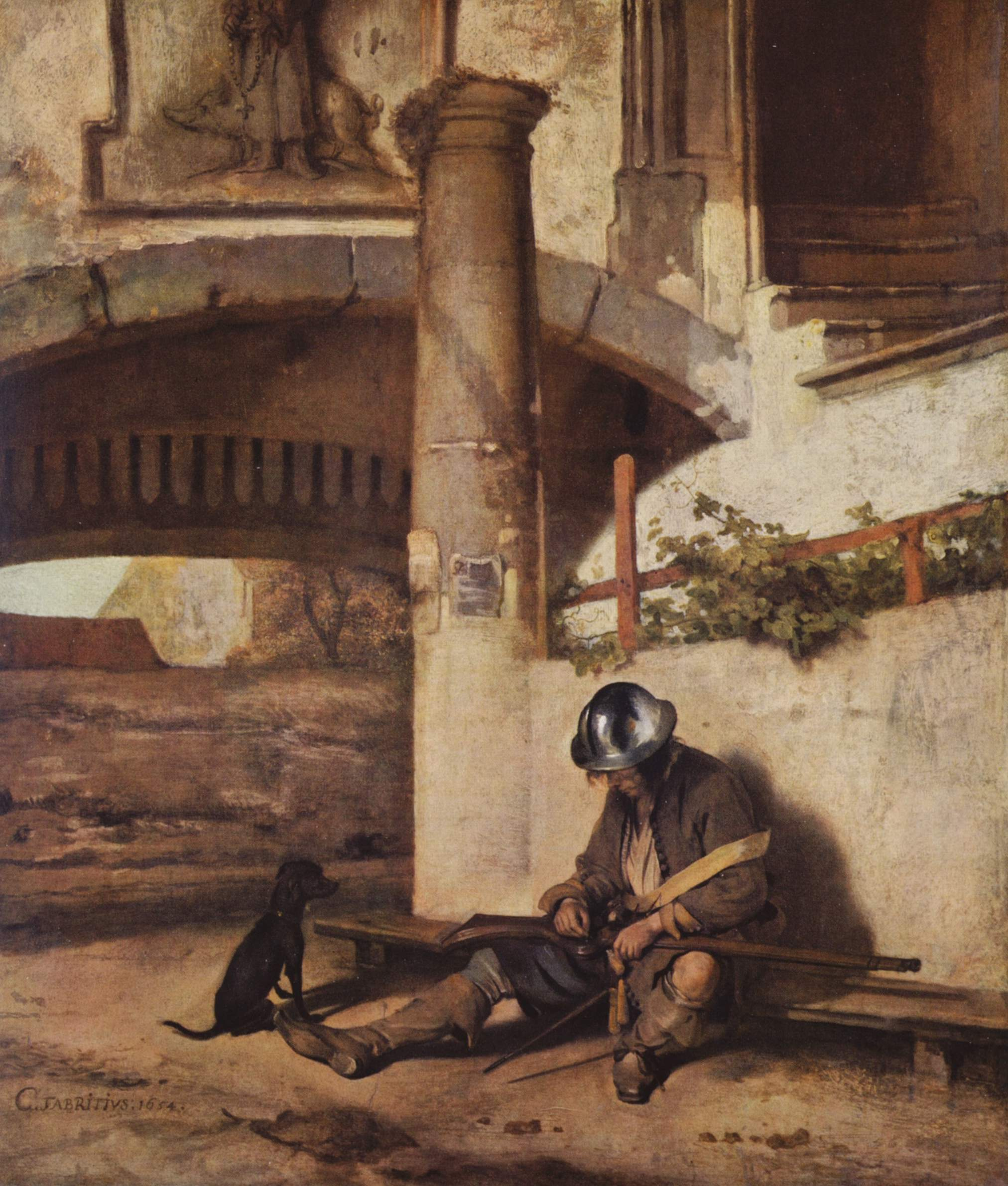
El guarda de la puerta (1654).
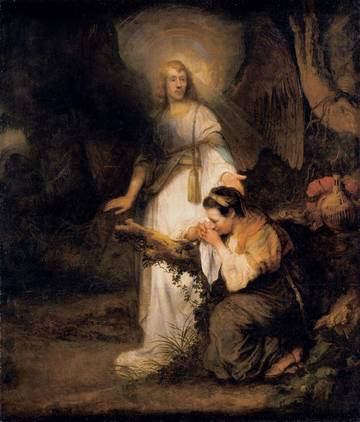
Agar y el ángel (c. 1643-1645).